# راشد بن خنين
راشد بن صالح بن محمد بن خنين ( 1344 - 1435 هـ) عالم دين سعودي ، كان عضواً في هيئة كبار العلماء السعودية من عائذ من قبيلة قحطان ولد في الدلم عام 1344هـ ونشأ وتعلم فيها، وتلقى دروسه على عدد من المشايخ كالشيخ محمد بن إبراهيم آل الشيخ، والشيخ عبد العزيز بن باز، وتخرج في كلية الشريعة بجامعة الإمام محمد بن سعود الإسلامية بالرياض عام 1376هـ.

## سيرته[1]
تخرج بن خنين في كلية الشريعة بجامعة الإمام محمد بن سعود الإسلامية بالرياض عام 1376هـ، وتلقى دروسه على أيدي عددٍ من المشايخ الكبار أمثال الشيخ محمد بن إبراهيم آل الشيخ، والشيخ عبد العزيز بن باز، رحمهما الله.
عمل موظفاً بوزارة العدل، وتدرج في الوظائف حتى صدر مرسوم ملكي بتعيينه وكيلاً لوزارة العدل عام 1390هـ، وعين رئيساً عاما لتعليم البنات عام 1397هـ، ثم مستشارا بالديوان الملكي عام 1403هـ، وعضواً بالمجلس الأعلى للقضاء، وعضواً بهيئة كبار العلماء، وكان عضوا بلجنة العشرة التي راجعت أنظمة الحكم والشورى والمناطق قبل صدورها عام 1412هـ، كما شارك في إعداد مشروعات الأنظمة القضائية والتعليمية.
وللشيخ 4 أبناء وهم: محمد وصالح والدكتور عبد الحميد وفهد ومن البنات ثريا ومنيرة وليلى ورابعة وبثينة.

## من مؤلفاته
تشخيص أخطاء صاحب الأغلال الرئيسية وبيان ما دلت عليه من الإلحاد والمذاهب الإباحية، له عدد من القصائد المنشورة.

## مكانته العلمية[2]
رزق الله تعالى الشيخ راشداً علماً واسعاً، ونبوغاً في علوم اللغة وفهماً ثاقباً في كثير من العلوم الشرعية، وحفظ عدداً من المتون والمنظومات مثل منظومة الهاملية في الفقه الحنفي، والحماسة لابي تمام في الشعر، والرائية لابن وهبان.
وله مشاركة حسنة في كثير من العلوم فقد كان في الحديث ماهراً، وحافظاً لكثير من الاحاديث، واسناده في الرواية من المسانيد الاكابر حتى لقب بمالك في علو الاسناد.
واما الفقه الحنفي فهو يشبه الامام أبا حنيفة في قوة الاستنباط والقياس.

## وفاته[3]
توفي في مدينة الرياض يوم الأحد 13 جمادى الاخرة 1435هـ الموافق 13 أبريل 2014م
عن عمر يناهز 90 عاماً بعد معاناة مع المرض، وتمت الصلاة عليه يوم الأحد في جامع الملك خالد بأم الحمام في الرياض.